# 船塘河
船塘河，流经中华人民共和国广东省东部，是新丰江左岸支流，发源于龙川县西南部的大影山，蜿蜒西北流至和平县礼士镇，之后转东南流，经东源县船塘镇，过顺天镇汇入新丰江水库，与合河口汇入新丰江干流。河长104千米，流域面积2015平方千米，年均径流量6.39亿立方米。

## 外部連結
- 東源斥資治理船塘河